# 키오시아
키오시아 주식회사(일본어: キオクシア株式会社 키오쿠시아카부시키가이샤[*], 영어: KIOXIA Corporation 키옥시아 코포레이션[*])는 도시바의 낸드 플래시 메모리 사업이 분사되어 자회사로 설립된, 일본 굴지의 반도체 기업이다.

## 키오시아 홀딩스
키오시아 홀딩스는 키오시아 주식회사를 지배하는 동아시아 굴지의 지주회사이다. 2019년 3월 도시바 메모리 홀딩스라는 명칭으로 설립되었다.

## 역사

### 창립사
한때 동아시아 굴지의 반도체 재벌 기업이었던 일본 도시바는 자회사 웨스팅하우스가 원자력 발전소 건설 과정에서 발생한 대규모 손실로 인하여, 2017년에 메모리 반도체 사업을 매각하기로 결정하였다. 일본 국내에서 인수 의향을 보인 기업이 단 한 곳도 나오지 않아 인수 협상은 전적으로 해외 기업들과 이루어졌다. 대표적으로 폭스콘, TSMC, SK하이닉스, 웨스턴디지털이 인수 의향을 나타냈다.
협상 결과 미국 사모펀드 Bain Capital을 필두로 미국의 애플, 델, 씨게이트, 킹스톤 테크놀로지, 대한민국의 SK하이닉스가 참여하는 컨소시엄이 49.9% 지분을 갖고 일본의 호야가 9.9%를 갖는 것이 결정되었다. 도시바는 나머지 40.2% 지분을 유지하며, 매각으로 약 180억 달러를 조달하였다. 참여한 미국 기업들은 의결권 없는 우선주를 보유하였다. SK하이닉스는 4조원의 투자액 중 1조 3천억원은 전환사채로 투자, 도시바 메모리 상장 시 15%의 의결권있는 지분을 획득할 수 있는 옵션을 보유하고 있다.

### 키오시아
2019년 10월 도시바 메모리는 키오시아로 사명과 제품 브랜드를 변경하여, 과반 이상 지분 매각으로 메모리 칩 사업에서 철수하는 형태가 된 도시바와의 연관성을 배제하였다.
기업 공개는 당초 2020년 10월에 예정되어 있었지만, 미중 무역분쟁으로 인한 여파를 이유로 들어 직전에 철회하였다. 같은 시점에 인텔이 낸드 플래시 사업부를 SK하이닉스에게 매각하기로 결정함에 따라 거래가 완료될 시 키오시아는 기존 플래시 메모리 시장 점유율 2위의 지위를 빼앗길 것으로 예측되었다.
2021년 4월 비상장 상태가 계속되는 키오시아를 미국의 메모리 반도체 대기업들인 마이크론 테크놀로지과 웨스턴 디지털이 각각 또는 합동으로 인수를 추진하고 있다는 보도가 흘러나와 일본 사회에 큰 파문이 일었다. 키오시아는 비록 지분 절반이 외국 투자자들의 소유이기는 하지만 2020년 현재 동아시아 국가 중 세계 반도체 기업 매출 순위 12위에 드는 일본 최대의 반도체 기업이다. 그 때문에 쇠퇴를 거듭해 온 일본 반도체 업계의 마지막 자존심으로 보여지고 있는 것이다. 키오시아 측은 상장을 계속 추진하겠다는 입장을 밝혔다.

## 제품 종류
- SSD
- MicroSD